# シャーロットタウン (フリゲート・2代)
シャーロットタウン（HMCS Charlottetown, FFH 339）は、カナダ海軍のフリゲート。カナダ哨戒フリゲート計画により建造されたハリファックス級フリゲートの10番艦で、1995年に就役した。

## 概要
カナダ海軍の大西洋海上軍（MARLANT）に配備されており、ハリファックス基地を母港とする。
カナダ海軍の同名の艦艇としては、第二次世界大戦中に就役したフラワー級コルベットのシャーロットタウン（HMCS Charlottetown, K244）、リバー級フリゲートのシャーロットタウン（HMCS Charlottetown, K244）に続いて3隻目である。

## 艦歴
ニューブランズウィック州セントジョンのセントジョン造船所で1993年12月18日に起工され、1994年10月1日に進水、その後、1995年9月9日に就役した。
2011年3月2日、2011年リビア内戦に対して北大西洋条約機構（NATO）が主導するユニファイド・プロテクター作戦に参加するため、ハリファックス基地を出港、エンタープライズ空母打撃群に加わり、カナダ国民の救援と人道支援を目的として活動した。3月18日、カナダ政府は作戦の拡大を発表、モバイル作戦として、国際連合安全保障理事会決議1973に基づいて、リビアの民間人を保護するため、6機のCF-18戦闘機および2機のCC-177輸送機が投入された。
5月12日、ミスラタへの攻撃に関与した数隻の小型ボートと交戦した。5月30日、リビア沖をパトロール中、本艦に対してBM-21ロケット弾が発射されたが、損害はなかった。7月、同型艦のバンクーバー（HMCS Vancouver, FFH-331）と交代してハリファックスに帰投した。
2012年1月8日、バンクーバーと交代してNATOの反テロ作戦であるアクティブ・エンデバー作戦に参加するため、ハリファックス基地を出港、地中海に戻った。
2012年4月23日、第150合同任務部隊に加わってテロ対策作戦に参加するため、スエズ運河を通過してアラビア海に展開、9月11日、ハリファックスに帰投した。アラビア海への展開中、艦上から運用していたスキャンイーグルがエンジン故障により失われた。同時期にイランでスキャンイーグルが発見されたが、カナダ海軍は、本艦で運用していた機体であることを否定した。
2013年4月から2014年4月にかけて、HCM/FELEX（Halifax Class modernisation programme / frigate life extension）計画に基づいた中間寿命改修および近代化を行った。
2016年6月27日、NATOのReassurance作戦に参加するため、ハリファックスを出港して地中海に展開した。